# Arthropterus
Arthropterus (лат.) — род жуков-пауссин из семейства жужелиц. Более 60 видов.

## Распространение
Австралия, Новая Гвинея и Архипелаг Бисмарка.

## Описание
Усики широкие, лопастевидные. Ноги укороченные. Мирмекофилы.

## Классификация
Более 60 видов. Относится к трибе Paussini и подтрибе Arthropterina
- триба Paussini Latreille, 1807
  - подтриба Arthropterina Nagel, 1987
    - род Arthropterus MacLeay, 1838
      - вид Arthropterus abnormis Oke, 1932 — Австралия[4]
      - вид Arthropterus adelaidae Macleay, 1873 — Австралия
      - вид Arthropterus ambitiosus Kolbe, 1924 — Австралия
      - вид Arthropterus angulatus W.J. MacLeay, 1873 — Австралия
      - вид Arthropterus angulicornis W.J. MacLeay, 1873 — Австралия
      - вид Arthropterus articularis Elston, 1919 — Австралия
      - вид Arthropterus bisinuatus W.J. MacLeay, 1873 — Австралия
      - вид Arthropterus brevicollis W.J. MacLeay, 1873 — Австралия
      - вид Arthropterus brevis (Westwood, 1851) — Австралия
      - вид Arthropterus brunni Kolbe, 1924 — Австралия
      - вид Arthropterus macleayi (Donovan, 1805) — Австралия (=Cerapterus macleayi Donovan, 1805)typus

### Синонимы
- Phymatopterus Westwood, 1838
- Euarthropterus Kolbe, 1924
- Panarthropterus  Kolbe, 1924
- Pelarthropterus  Kolbe, 1924
- Telarthropterus  Kolbe, 1924
- Sticharthropterus  Kolbe, 1924
- Archarthropterus  Kolbe, 1924